# Torre de suspensión

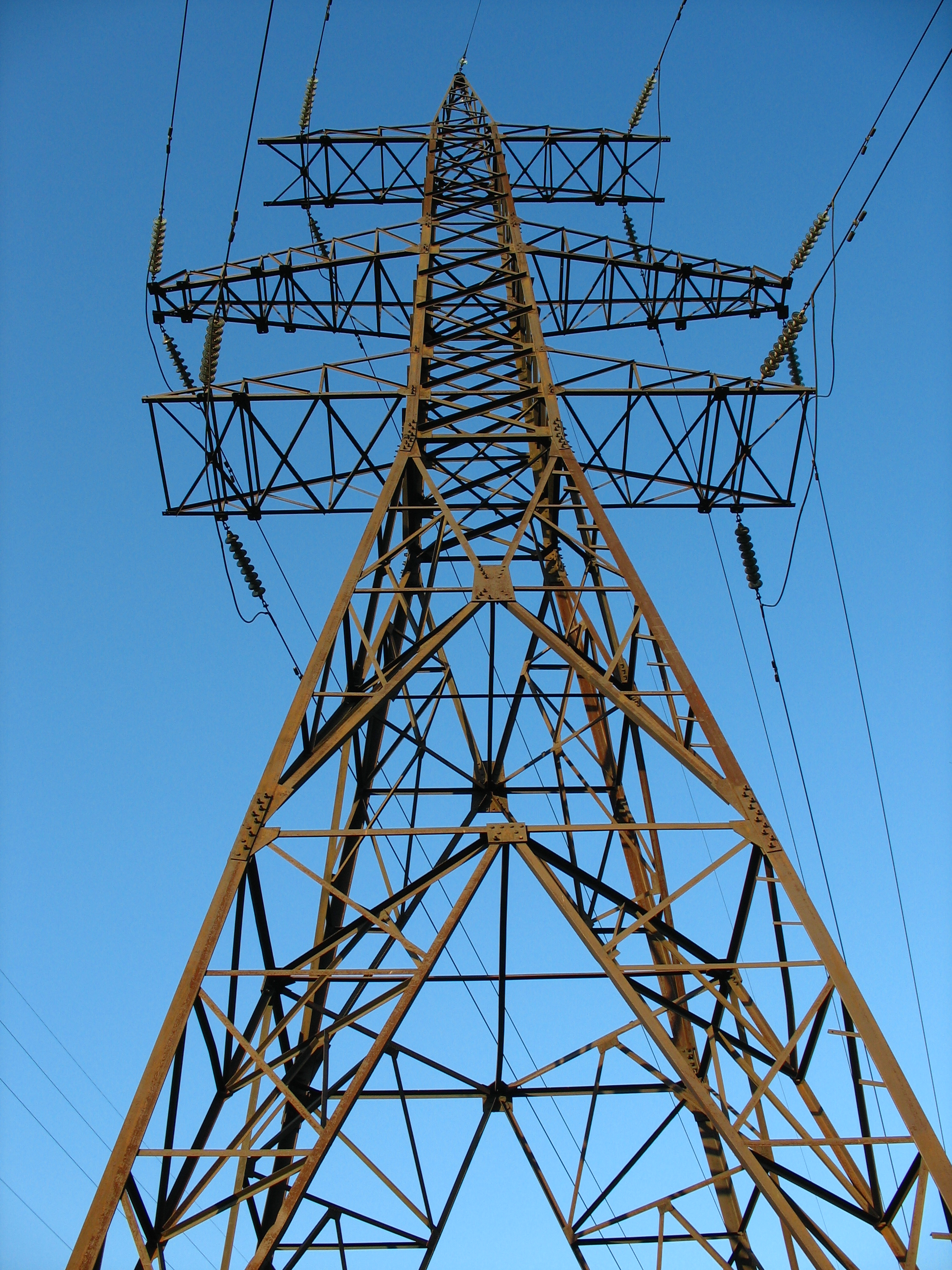
Una torre de suspensión

Para la transmisión de energía eléctrica, una torre de suspensión es una estructura donde los conductores están suspendidos de la torre, teniendo la misma tensión mecánica a cada lado.
En este caso, se supone que la torre tiene una fuerza vertical y una fuerza lateral. Sin embargo, estas no poseen fuerza longitudinal.
Estas estructuras tienen por lo general una cadena de aisladores suspendidas desde la torre, o dos cadenas de aisladores en forma de "V". En cualquiera de los casos, algunas veces se usan cadenas de aisladores en paralelo para mejorar la resistencia mecánica. Estas estructuras son usadas donde una línea de transmisión continua en línea recta, o gira con un pequeño ángulo. En otros casos, se usa una torre de retención.